# Мухоїд великий
Мухоїд великий (Cnipodectes subbrunneus) — вид горобцеподібних птахів родини тиранових (Tyrannidae). Мешкає в Центральній і Південній Америці.

## Опис
Довжина самця становить 18 см, самиці 15,5 см. Верхня частина тіла тьмяно-коричнева, гузка і хвіст рудуваті, хвіст довгий. Крила темніші з рудуватими краями. Горло і груди коричневі, живіт жовтуватий. Самці мають специфічні першорядні махові пера. Дзьоб широкий, очі оранжеві.

## Підвиди
Виділяють два підвиди:
- C. s. subbrunneus (Sclater, PL, 1860) — від східної Панами до північної і західної Колумбії та західного Еквадору;
- C. s. minor Sclater, PL, 1884 — південно-східна Колумбія, східний Еквадор, північна Болівія, захід бразильської Амазонії.

## Поширення і екологія
Великі мухоїди живуть в рівнинних тропічних лісах на висоті до 1200 м над рівнем моря. Харчуються комахами.